# علامة برودبنت
علامة برودبنت(بالإنجليزية: Broadbent sign)‏ هي علامة طبية تكون فيها الأضلاع الحادية عشرة والثانية عشر غير مغمورة، مع تضييق في المساحة الوربية الخلفية وانكماش في الجدار الصدري، المتزامن مع الانقباض القلبي ويكون عادة مرئي على مستوى الخط الإبطي الخلفي الأيسر والتي يمكن رؤيتها في حالة التهاب التامور اللاصق بسبب التصاقات التامور في الحجاب الحاجز.

## التسمية
سميت هذه العلامة باسم الطبيب والتر برودبنت، والذي نشر أول ورقة في بحثه فيها عام 1895، على الرغم من أنها قد تكون مستوحاة من والده السير ويليام برودبنت.